# إدغار روبلس
إدغار روبلس (بالإسبانية: Edgar Robles) (22 نوفمبر 1977 بباراغواي - 28 ديسمبر 2016) هو مدرب كرة قدم ولاعب كرة قدم باراغواياني في مركز الوسط. شارك مع منتخب باراغواي لكرة القدم. أما مع النوادي، فقد لعب مع أوليمبيا أسونسيون وسبورتيفو لوكوينو ونادي ليبرتاد ونادي 3 فبراير وClub Sportivo San Lorenzo ‏ ونادي غواراني (نادي كرة قدم) ونادي سول دي أميريكا.

## وصلات خارجية
- إدغار روبلس على موقع قاعدة بيانات كرة القدم.إي يو (الإنجليزية)
- إدغار روبلس على موقع ناشيونال فوتبول تيمز (الإنجليزية)
- إدغار روبلس على موقع Soccerway.com (الإنجليزية)